# المحكمة الابتدائية (المغرب)
المحاكم الابتدائية هي محاكم الدرجة الأولى وذات الاختصاص العام ضمن النظام القضائي المغربي. تضطلع بدور أساسي في النظر في القضايا ذات الطابع المدني، الزجري، الأسري، الاجتماعي، العقاري، والتجاري، وتشكل الدعامة الأساسية لعمل القضاء في المغرب.
بلغ عدد المحاكم الابتدائية في المغرب 89 محكمة حسب آخر تحيين صادر بموجب المرسوم رقم 2.23.1037 الصادر في 28 دجنبر 2023، موزعة على كافة جهات المملكة.
تخضع المحاكم الابتدائية لمقتضيات القانون رقم 38.15 المتعلق بالتنظيم القضائي، والذي دخل حيز التنفيذ يوم 15 يناير 2023، ويهدف إلى تحديث هيكلة المحاكم وتعزيز استقلالية القضاء وجودة خدماته.الرقم 38//15// في يوم التالت بعد الجاليات الأخيرة المنضمة بالمحكمة إلابتدائة خنيفرة

## تأليف المحاكم الابتدائية
تتألف المحكمة الابتدائية من:
- الرئيس وقضاة وقضاة نواب
- النيابة العامة يمثّلها وكيل الملك ونوابه
- كتابة الضبط
- كتابة النيابة العامة

تنقسم المحاكم إلى غرف حسب نوع القضايا، ويمكن للمحاكم أن تحدث غرفًا متخصصة حسب ما تقتضيه الضرورة القضائية.

## أقسام قضاء الأسرة
تُعتبر أقسام قضاء الأسرة جزءاً من المحاكم الابتدائية، تم إحداثها بموجب مدونة الأسرة سنة 2004.
تختص بالنظر في:
1. قضايا الأحوال الشخصية
2. الميراث والحالة المدنية
3. التوثيق الشرعي
4. قضايا القاصرين والكفالة والنفقة والحضانة والطلاق

## غرف قضاء القرب
تم إلغاء المحاكم الجماعية والمقاطعات بموجب القانون رقم 42.10 وتعويضها بأقسام قضاء القرب، والتي تحولت لاحقًا إلى غرف قضاء القرب داخل المحاكم الابتدائية بموجب القانون 38.15.
تختص بالنظر في:
- الدعاوى الشخصية والمنقولة التي لا تتجاوز 10.000 درهم
- المخالفات البسيطة
- لا تنظر في قضايا العقار، الأسرة، أو القضايا الاجتماعية

## تصنيف المحاكم الابتدائية
تنص المادة 2 من القانون 38.15 على إمكانية تصنيف المحاكم الابتدائية إلى:
- محاكم ابتدائية مدنية
- محاكم ابتدائية اجتماعية
- محاكم ابتدائية زجرية

ويُعتبر هذا التصنيف أداة تنظيمية إدارية أكثر منه فصلًا قضائيًا تامًا.

## الاختصاص

### الاختصاص النوعي
تمتلك المحاكم الابتدائية ولاية عامة ما لم يُسند الاختصاص لمحكمة أخرى بنص خاص.
- القضايا المدنية والتجارية والعقارية
- الجنح والمخالفات
- قضايا الأسرة
- القضايا الاجتماعية (الشغل، الأمراض المهنية)

### اختصاصات رئيس المحكمة الابتدائية
- إصدار الأوامر بناءً على طلب
- النظر في القضايا الاستعجالية (بصفته قاضيا للمستعجلات)
- إصدار الأمر بالأداء
- الإشراف الإداري على تسيير المحكمة
- رئاسة مكتب المحكمة (بموجب القانون 38.15)

### الاختصاص القيمي
- الدعاوى التي تقل عن 20.000 درهم تُنظر ابتدائيًا مع قابلية الاستئناف أمام غرفة الاستئنافات الابتدائية
- القضايا التي تتجاوز هذا المبلغ تُنظر ابتدائيًا وتُستأنف أمام محكمة الاستئناف
- الدعاوى التي تقل عن 10.000 درهم تنظر فيها غرف قضاء القرب

### الاختصاص المحلي
يحدد الاختصاص الترابي بناءً على:
- موطن المدعى عليه في القضايا المدنية
- مكان وجود العقار في القضايا العقارية
- مكان الزوجية أو إقامة المدعي في قضايا الأسرة
- محل ارتكاب الجنحة أو مكان إقامة المتهم في القضايا الزجرية

## المستجدات بموجب القانون 38.15
أدخل هذا القانون تعديلات جوهرية من بينها:
- تحويل أقسام قضاء القرب إلى غرف قضاء القرب
- إحداث مكتب المحكمة كجهاز تنسيقي بين الرئيس ووكيل الملك والكاتب العام
- تعيين ناطق رسمي باسم المحكمة
- إحداث مكتب المساعدة الاجتماعية

## قائمة المحاكم الابتدائية
حسب المرسوم رقم 2.23.1037، بلغ عدد المحاكم الابتدائية بالمملكة 89 محكمة، منها:
الدار البيضاء (3 محاكم ابتدائية: مدنية، اجتماعية، زجرية)
الرباط، فاس، مراكش، طنجة، وجدة، مكناس، أكادير، تطوان، القنيطرة، سلا...
تمت ترقية عدة مراكز قضائية إلى محاكم مستقلة (مثل: جرسيف، طاطا، أسا الزاك...)
تغييرات طرأت بناءً على التقطيع الترابي الجديد (تغيير النفوذ الترابي لعدد من المحاكم)

## وصلات خارجية
الموقع الرسمي لوزارة العدل المغربية
بوابة Mahakim الإلكترونية